# سیارک ۱۴۷۷۳۶
سیارک ۱۴۷۷۳۶ (به انگلیسی: 147736 Raxavinic، نامگذاری:2005NC1)۱۴۷۷۳۶مین سیارک کشف شده‌است که در ۰۲ ژوئیه ۲۰۰۵ کشف شد.